# 842 Kerstin
842 Kerstin је астероид. Приближан пречник астероида је 39,16 , 
а средња удаљеност астероида од Сунца износи 3,231 астрономских јединица (АЈ). 
Инклинација (нагиб) орбите у односу на раван еклиптике је 14,554 степени, а орбитални период износи 2121,923 дана (5,809 година). Ексцентрицитет орбите астероида износи 0,123. 
Апсолутна магнитуда астероида износи 10,80 а геометријски албедо 0,055.
Астероид је откривен 1. октобра 1916. године.